# Muzaffarnagar
Muzaffarnagar è una suddivisione dell'India, classificata come municipal board, di 316.452 abitanti, capoluogo del distretto di Muzaffarnagar, nello stato federato dell'Uttar Pradesh. In base al numero di abitanti la città rientra nella classe I (da 100.000 persone in su).

## Geografia fisica
La città è situata a 29° 28' 0 N e 77° 40' 60 E e ha un'altitudine di 231 m s.l.m..

## Società

### Evoluzione demografica
Al censimento del 2001 la popolazione di Muzaffarnagar assommava a 316.452 persone, delle quali 166.998 maschi e 149.454 femmine. I bambini di età inferiore o uguale ai sei anni assommavano a 45.821, dei quali 24.896 maschi e 20.925 femmine. Infine, coloro che erano in grado di saper almeno leggere e scrivere erano 205.761, dei quali 116.792 maschi e 88.969 femmine.